# Marcel Hudima
Marcel Hudima (n. 7 aprilie 1990, Chișinău, URSS) este un fost jucător moldovean de hochei pe gheață pe postul de atacant.

## Carieră
Marcel a început să se ocupe cu hochei-ul la vârsta de 12 ani și-a început cariera profesională de jucător la echipa Academia de Poliție și Colegiu de hochei pe gheață. A jucat pentru Echipa Turcă Yükseliș H.C (2009-2014) din orașul Ankara. Marcel la moment e asistent antrenor de hochei pe gheață și patinaj viteză pe pistă scurtă. Meciurile din play-off-ul Liga 1 de hochei pe gheață din Turcia, clubul sportiv de hochei Yükseliș a câștigat locul al treilea în sezonul 2011/2012.

### Ca jucător
Clubul sportiv Academia de Poliție și Colegiu de hochei pe gheață
- Liga 1: 2008/09

Yükseliș H.C
- Liga 1: 2009/10-2010/11-2011/12-2012/13

### Ca Antrenor
Yükseliș H.C
- În sezoanele competiționale 2010/11-2011/12-2012/13 a activat și la echipa de juniori a clubului.